# Lycas argentea
Lycas argentea är en fjärilsart som beskrevs av William Chapman Hewitson 1866. Lycas argentea ingår i släktet Lycas och familjen tjockhuvuden. Inga underarter finns listade i Catalogue of Life.

## Bildgalleri

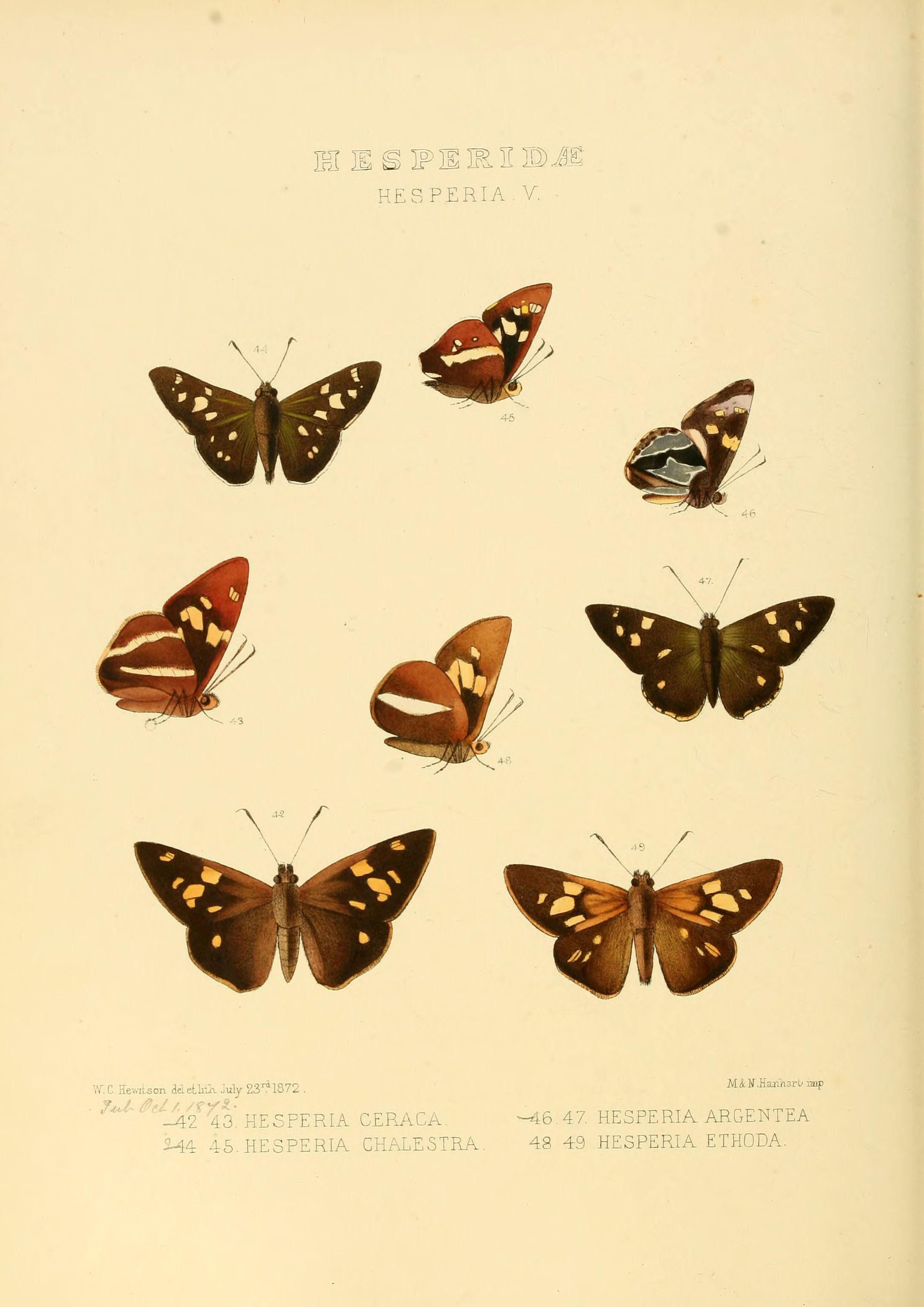